# Ianiropsis breviremis
Ianiropsis breviremis är en kräftdjursart som först beskrevs av Sars 1883.  Ianiropsis breviremis ingår i släktet Ianiropsis och familjen Janiridae. Arten är reproducerande i Sverige. Inga underarter finns listade i Catalogue of Life.